# Shreela Flather, Baroness Flather

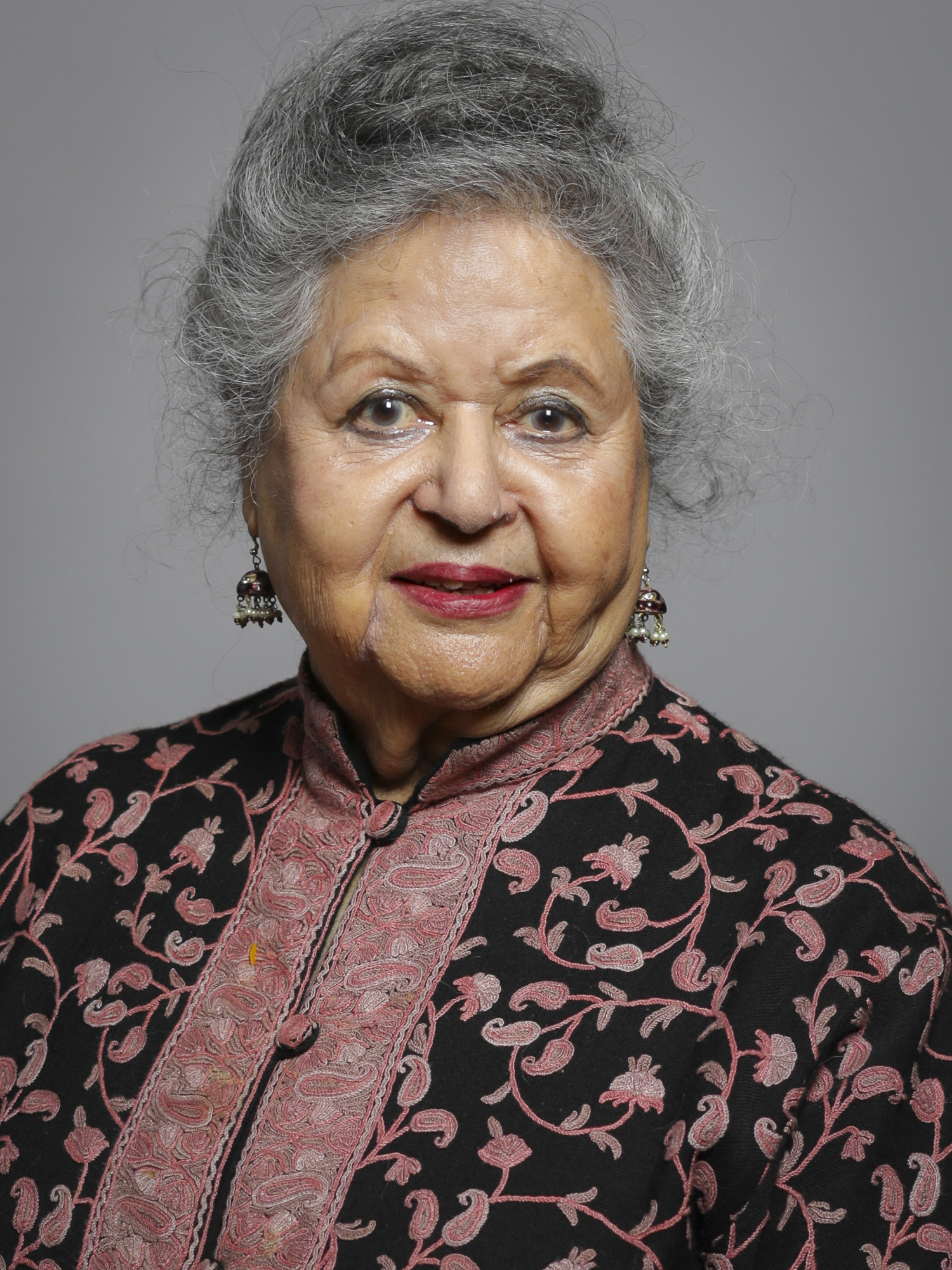
Shreela Flather, Baroness Flather (2019)

Shreela Flather, Baroness Flather (* 13. Februar 1934 in Lahore, Britisch-Indien; † 6. Februar 2024) war eine britische Politikerin der Conservative Party, die nicht nur die erste weibliche Hindu in der britischen Politik war, sondern auch als erste aus Asien stammende Frau zur Life Peeress erhoben wurde.

## Leben
Die aus dem heutigen Pakistan stammende Shreela Flather begann nach dem Schulbesuch ein Studium der Rechtswissenschaften am University College London und erhielt nach Beendigung des Studiums 1962 ihre Zulassung als Rechtsanwältin, war jedoch später als Lehrerin tätig.
Ihre politische Laufbahn in der Conservative Party begann sie 1976, als sie als erste Frau einer ethnischen Minderheit in Großbritannien zum Mitglied des Stadtrates von Windsor and Maidenhead gewählt wurde. In der Folgezeit gehörte sie zahlreichen Ausschüssen an, die sich mit Themen wie Reform des Strafvollzug, Wohnungsbau, soziale Dienste und Minderheitenrechte befassten. Daneben war sie von 1980 bis 1986 Mitglied der Kommission für die Gleichheit der Rassen.
1986 wurde sie zur Bürgermeisterin von Windsor and Maidenhead gewählt. 1987 erfolgte darüber hinaus ihre Ernennung zur Delegierten Großbritanniens im Europäischen Wirtschafts- und Sozialausschuss.
Am 11. Juni 1990 wurde sie zur Life Peeress in der Peerage of the United Kingdom mit dem Titel Baroness Flather, of Windsor and Maidenhead in the Royal County of Berkshire, erhoben und gehörte damit als Mitglied dem House of Lords an. Sie war die erste aus Asien stammende Frau, die zur Life Peeress erhoben wurde.
Sie war darüber hinaus auch stellvertretende Vorsitzende der All Party Parliamentary Humanist Group sowie eine der Schirmherrinnen der Hilfsorganisation Child In Need India (CINI).
Shreela Flather starb am 6. Februar 2024, eine Woche vor ihrem 90. Geburtstag.